# Сосика
Сосика (рус. Сосыка) река је која протиче северним делом Краснодарског краја на крајњем југозападу Руске Федерације. Лева је и највећа притока реке Јеје и део басена Азовског мора. Укупна дужина њеног тока је 159 km, а површина басена 2.030 km². Целом дужином тока тече преко Кубањско-приазовске низије. 
Име реке потиче од локалне туркијске речи сасыкъ која означава непријатан мирис, а главни разлог томе је чињеница да се у водама бројних подземних извора који хране реку налазе интензивније количине водоник-сулфида који је карактеристичан по свом непријатном мирису (смрад покварених јаја). Сосика има највећи степен минерализације воде међу свим рекама тог подручја, са концентрацијама које у појединим подручјима достижу и до 13.000 мг/л. Њено корито је јако зарасло барском вегетацијом због чега су концентрације кисеоника у води доста ниске што узрокује честе поморе рибе у реки. 
На њеним обалама налазе се три велика села: Павловскаја, Лењинградскаја и Староминшкаја. 